# Felicia Hemans
Felicia Hemans (Liverpool, Reino Unido, 25 de septiembre de 1793 - Dublín, Reino Unido de Gran Bretaña e Irlanda, 16 de mayo de 1835) fue una poetisa británica.
Nació como Felicia Dorothea Browne en Liverpool, nieta del cónsul veneciano en esa ciudad. En 1812 se casó con el Capitán Alfred Hemans, un oficial del ejército, irlandés, varios años mayor que ella. El matrimonio la llevó lejos de Gales, a Daventry en Northamptonshire hasta 1814.
Poetisa de la escuela lakista. Revela su maravilloso espíritu lírico en sus canciones y baladas con elevado pensamiento y perfecta forma. Varios volúmenes de poesía fueron publicados por la respetada firma de John Murray en el período posterior a 1816, comenzando por The Restoration of the works of art to Italy (1816) y su obra más destacada, La Grecia moderna (Modern Greece) (1817).

## Poesías
Ordenadas alfabéticamente. Se indica en cursiva el primer verso.
- A oraciones (Niño hermoso, que entre flores)
- Las rocas de Dover (¡Rocas de mi país! Dejad que en torno)